# World War Online
World War Online é um jogo multijogador online em massa de estratégia PvP Freemium jogado em Browser. Foi desenvolvido e publicado pela Chilltime em 2010.
Quando um jogador se inscreve, assume o papel de Comandantes com a capacidade de construir Bases para produzir recursos e treinar exércitos para aumentar a sua Patente Militar (sistema de evolução do jogo) e, posteriormente, juntar-se a Esquadrões para conquistar Capitais e ganhar pontos para melhorar a sua classificação. No final de cada Temporada, que dura por volta de 4 meses, o pódio é revelado e os vencedores recebem medalhas reais enviadas pela equipa Chilltime.
De momento, World War Online conta com jogadores em mais de 50 países e está disponível em mais de 100.

## Jogabilidade
World War Online é um jogo multijogador online onde os jogadores podem construir Bases de 4 tipos de recursos, Dinheiro, Comida, Tijolos e Ferro.
Os recursos podem ser gastos para treinar Unidades Militares que podem ser usadas à defesa ou ao ataque. Os jogadores também podem investir em WWO-Influence, um recurso limitado que pode ser usado para criar mais Bases, acelerar a sua evolução ou treinar Unidades Supremas.
Os jogadores podem também juntar-se a Esquadrões para conquistar Capitais e ganhar pontos na tabela de classificações do jogo.

## Desenvolvimento & Lançamento
Apesar de não se saber o tempo de desenvolvimento do jogo, World War Online foi lançado em Agosto de 2010.
Como uma das 66 Startups portuguesas que representou Portugal no Web Summit, a Chilltime levou um desafio baseado num sistema de batalha do World War Online ainda em desenvolvimento.